# Amerikanische Schwarz-Weide

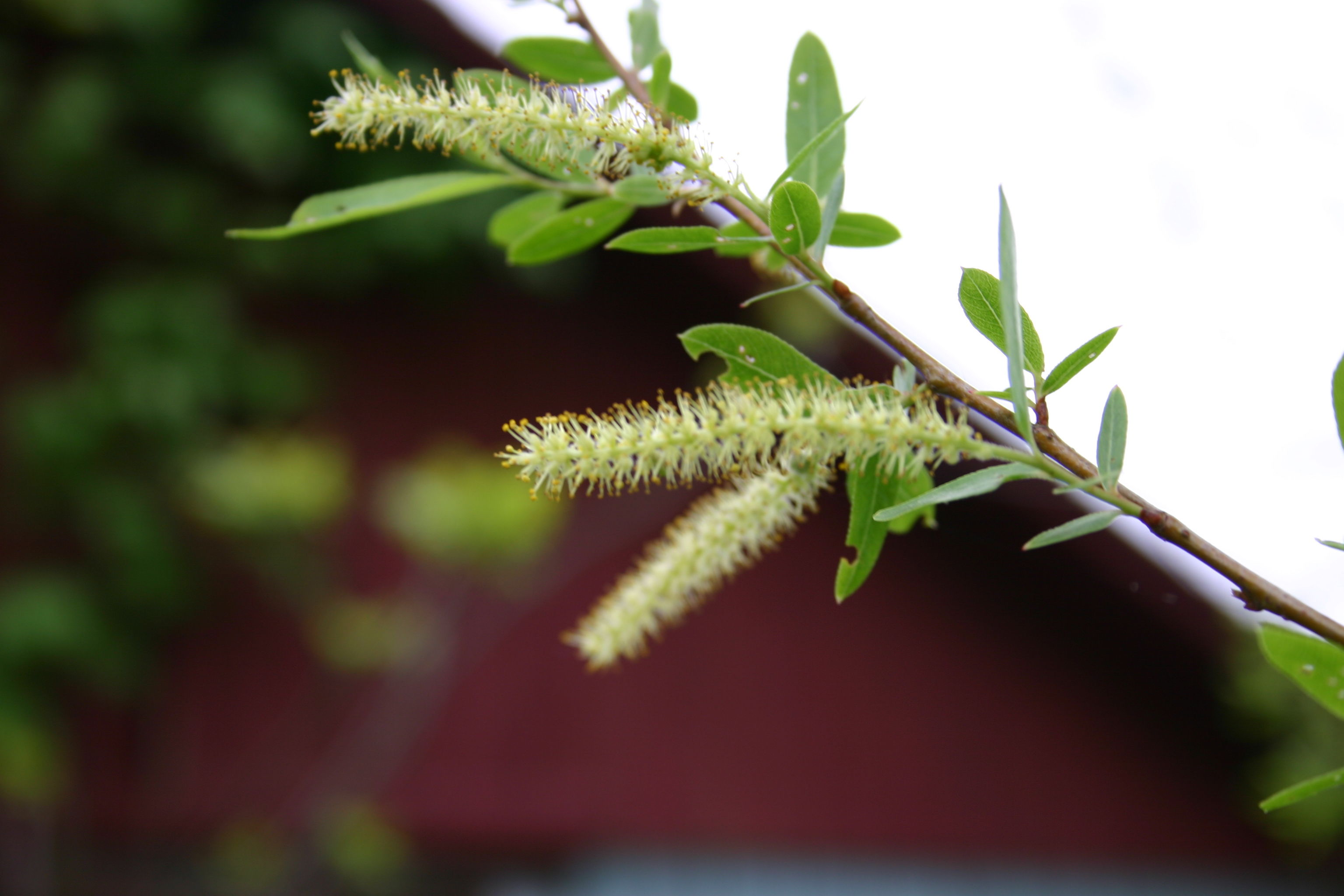
Kätzchen

Die Amerikanische Schwarz-Weide oder Schwarze Weide (Salix nigra) ist ein kleiner Baum aus der Gattung der Weiden (Salix) mit dunkelbrauner Borke und dunkelgrünen Blattoberseiten. Das natürliche Verbreitungsgebiet der Art liegt in Nordamerika. 

## Beschreibung
Die Amerikanische Schwarz-Weide ist ein bis zu 20 Meter hoher Baum mit rauer, dunkelbrauner Borke und schlanken, abstehenden Ästen. Die Zweige sind gelblich und anfangs etwas behaart. Die Laubblätter haben breit halbherzförmige Nebenblätter und einen 3 bis 6 Millimeter langen Stiel. Die Blattspreite ist 8 bis 12 Zentimeter lang, 0,5 bis 2 Zentimeter breit, linealisch-lanzettlich bis lanzettlich, zugespitzt, mit keilförmiger Basis und fein gesägtem Blattrand. Die Blattoberseite ist dunkelgrün und kahl, die Unterseite ist hellgrün und manchmal entlang der Blattadern schwach behaart.
Als Blütenstände werden 3 bis 8 Zentimeter lange, zylindrische und gestielte Kätzchen gebildet. Die Tragblätter sind hellgelb und flaumig behaart. Männliche Blüten haben drei bis sieben Staubblätter. Der Fruchtknoten weiblicher Blüten ist deutlich gestielt und kahl, die Narbe ist fast sitzend. Als Früchte werden 3 bis 5 Millimeter lange Kapseln gebildet. Die Amerikanische Schwarz-Weide blüht mit dem Blattaustrieb von April bis Mai.
Die Chromosomenzahl beträgt 2n = 38.

## Vorkommen und Standortansprüche

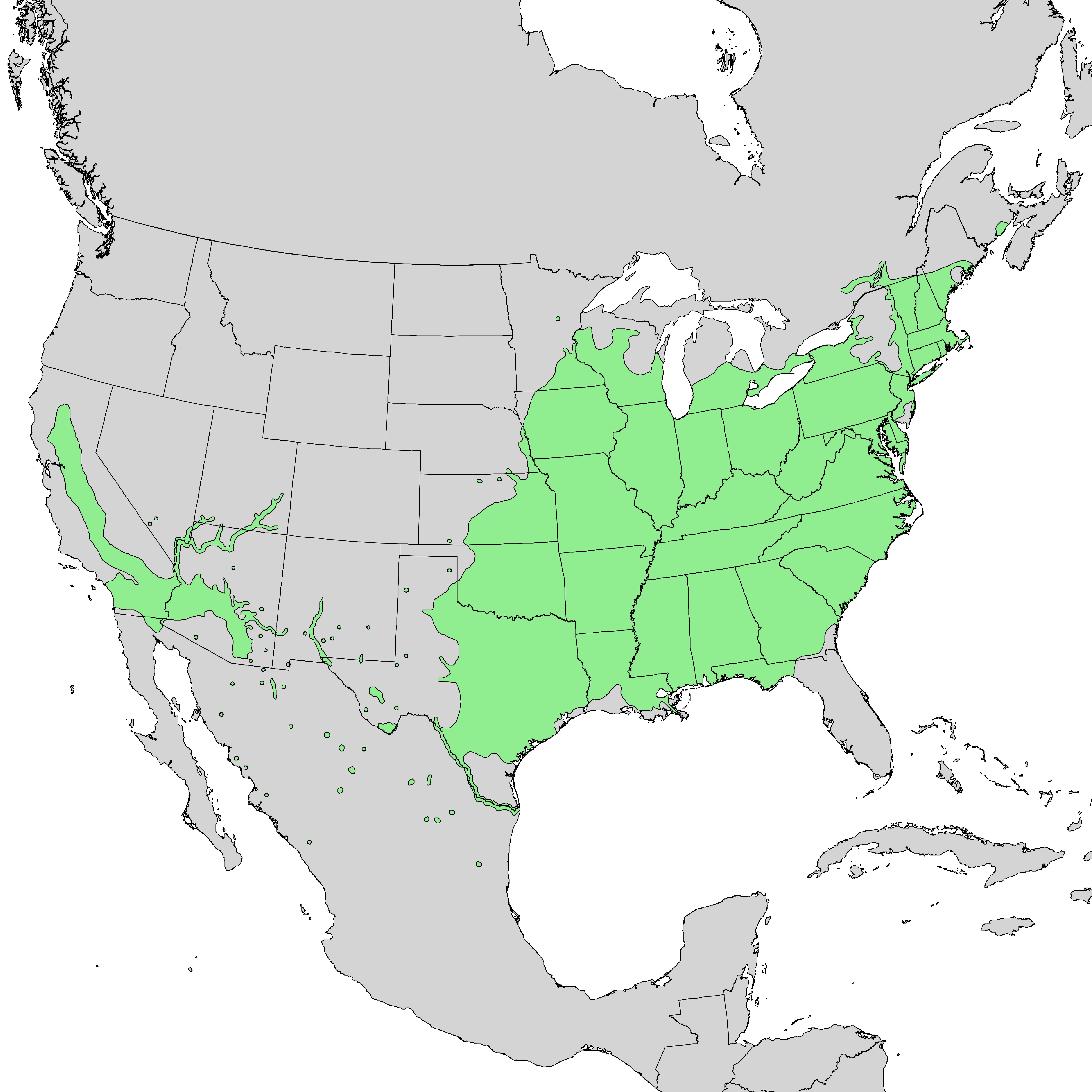
Verbreitungsgebiet

Das natürliche Verbreitungsgebiet liegt in Nordamerika und reicht von Ostkanada (Süden von New Brunswick, Ontario und Quebec) über den Osten und die Mitte der Vereinigten Staaten bis nach Florida und Texas. Die Amerikanische Schwarz-Weide wächst in Auen und an Gewässerufern bis in 1400 Metern Höhe auf frischen bis feuchten, schwach sauren bis alkalischen Untergrund aus Sand, Kies oder Schotter an sonnigen Standorten. Die Art ist wärmeliebend und frosthart. Das Verbreitungsgebiet wird der Winterhärtezone 4 zugeordnet mit mittleren jährlichen Minimaltemperaturen von −34,4 bis −28,9 °C (−30 bis −20 °F).

## Systematik
Die Amerikanische Schwarz-Weide (Salix nigra) ist eine Art aus der Gattung der Weiden (Salix) in der Familie der Weidengewächse (Salicaceae). Sie wurde 1785 von Humphry Marshall erstmals wissenschaftlich beschrieben. Der Gattungsname Salix stammt aus dem Lateinischen und wurde schon von den Römern für verschiedene Weidenarten verwendet. Das Artepitheton nigra stammt ebenfalls aus dem Lateinischen und bedeutet „schwarz“.

## Verwendung
Die Amerikanische Schwarz-Weide wird nur sehr selten verwendet, sie gilt jedoch als Arzneipflanze.

## Nachweise